# Functie (wiskunde)

Grafiek van de functie

In de wiskunde drukt een functie een afhankelijkheid uit van één element van een ander. Meestal wordt het begrip gebruikt in de traditionele context waarin deze elementen getallen zijn. Een functie {\displaystyle f} is dan een afbeelding van getallen die een argument {\displaystyle x} afbeeldt op zijn beeld {\displaystyle f(x)}. Men zegt ook dat de functie {\displaystyle f} een voorschrift is dat voorschrijft wat de functiewaarde {\displaystyle f(x)} is van het argument {\displaystyle x}. De functie {\displaystyle f} met functiewaarde {\displaystyle f(x)=2x} bijvoorbeeld, bepaalt van elk reëel getal {\displaystyle x} als functiewaarde {\displaystyle f(x)=2x} het dubbele van dit getal.
Het wiskundige begrip 'functie' heeft in het Nederlandse taalgebied de betekenis, dat het een relatie is die voor ieder 'origineel' maximaal één 'beeld' heeft. Er is verschil tussen een volledige en een partiële functie, waar bij een volledige functie aan ieder element van de bronverzameling een beeld wordt verbonden, terwijl dit bij een partiële functie niet noodzakelijk het geval is.
Behalve elementaire functies op getallen kan een functie ook een afbeelding zijn tussen andere wiskundige structuren zoals groepen, of tussen meetkundige objecten, zoals variëteiten. In de abstracte benadering volgens de verzamelingenleer is een functie een tweeplaatsige relatie tussen twee verzamelingen, het domein en het codomein, die elk element in het domein associeert met precies één element in het codomein. Een voorbeeld van een functie met domein {\displaystyle \{A,B,C\}} en codomein {\displaystyle \{1,2,3,4\}} associeert {\displaystyle A} met {\displaystyle 1}, {\displaystyle B} met {\displaystyle 2} en {\displaystyle C} met {\displaystyle 3}. Ook de relatie die {\displaystyle A} met {\displaystyle 1}, {\displaystyle B} met {\displaystyle 2} en {\displaystyle C} ook met {\displaystyle 2} associeert, is een functie

## Overzicht
Omdat functies zo veel worden gebruikt, zijn er vele tradities ontstaan rondom het gebruik ervan. Een origineel van een functie wordt vaak de onafhankelijke variabele of het argument of de input genoemd en weergegeven door de letter {\displaystyle x} of, als de input voor een bepaalde tijd staat, door de letter {\displaystyle t}. De bijbehorende output wordt de afhankelijke variabele of functiewaarde of output genoemd en weergegeven door de letter {\displaystyle y}. De functie zelf wordt heel algemeen {\displaystyle f} genoemd, en dus geeft de notatie {\displaystyle y=f(x)} aan dat een functie met de naam {\displaystyle f} aan het argument {\displaystyle x} de functiewaarde {\displaystyle y=f(x)} toekent.
De verzameling van alle toegestane argumenten voor een gegeven functie wordt het definitiegebied of domein van de functie genoemd. De verzameling van alle daaruit resulterende functiewaarden is het beeld van dit domein door de functie, en wordt het bereik van de functie genoemd. Het bereik is in veel gevallen een deelverzameling van een grotere verzameling, die het codomein van de functie wordt genoemd. Zo zou de functie {\displaystyle f(x)=x^{2}} bijvoorbeeld als domein de verzameling van alle reële getallen kunnen hebben, als haar beeld de verzameling van alle niet-negatieve reële getallen, en als haar codomein de verzameling van alle reële getallen. In dat geval kan {\displaystyle f} beschreven worden als een reëelwaardige functie van een reële veranderlijke. Vooral in de wereld van de informatica verwijst de term "bereik" soms naar het codomein in plaats van naar het beeld. Gezien de veranderlijke betekenis van de begrippen naargelang de context, dient men de begrippen met zorg te gebruiken.

## Definitie
Een functie {\displaystyle f} is een relatie tussen twee verzamelingen {\displaystyle X} en {\displaystyle Y}, met de eigenschap dat aan ieder element {\displaystyle x} uit {\displaystyle X} precies één element {\displaystyle y} uit {\displaystyle Y} is gekoppeld.
Men noteert de functie als {\displaystyle f\colon X\to Y}, soms ook als {\displaystyle X\ {\stackrel {f}{\longrightarrow }}\ Y}, en het unieke element {\displaystyle y\in Y} dat door {\displaystyle f} aan het element {\displaystyle x\in X} wordt toegevoegd als {\displaystyle y=f(x)}. Het element {\displaystyle x} wordt een origineel genoemd en het element {\displaystyle y=f(x)} de functiewaarde van {\displaystyle x}. De verzameling {\displaystyle X} heet het domein {\displaystyle \mathrm {dom} (f)} (of definitiegebied) van {\displaystyle f}; de verzameling {\displaystyle Y} wordt wel het codomein {\displaystyle \mathrm {codom} (f)} van {\displaystyle f} genoemd. Met het bereik {\displaystyle f(X)=\{f(x)\mid x\in X\}} van {\displaystyle f} wordt de deelverzameling van {\displaystyle Y} aangeduid die bestaat uit de beelden van de elementen van {\displaystyle X}.

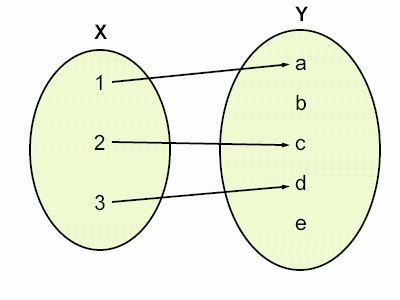

Een volgens de verzamelingenleer precieze definitie van een functie is dat deze bestaat uit een geordend drietal verzamelingen, dat kan worden geschreven als {\displaystyle f=(X,Y,F).} Daarin is {\displaystyle X} het domein van de functie {\displaystyle f}, {\displaystyle Y} het codomein, en {\displaystyle F} een deelverzameling van het cartesisch product {\displaystyle X\times Y}, dus bestaande uit geordende paren. Van elk van deze geordende paren {\displaystyle (x,y)} is het eerste element {\displaystyle x} in het domein {\displaystyle X} van {\displaystyle f}, het tweede element {\displaystyle y} in het codomein en is elk element {\displaystyle x} in het domein het eerste element van precies één geordend paar, genoteerd als {\displaystyle (x,f(x))}. De verzameling van alle functiewaarden {\displaystyle f(x)} staat bekend als het bereik van {\displaystyle f}. Overigens wordt een zo gedefinieerde functie ook wel geschreven als {\displaystyle f=(F,X,Y)}, met een andere volgorde van het drietal.
In de meeste praktische situaties kan men het uit de context begrijpen wat het domein en het codomein zijn, en wordt alleen de relatie tussen origineel en functiewaarde gegeven. Zo wordt
{\displaystyle f={\big (}\mathbb {R} ,\mathbb {R} ,\{(x,x^{2})\mid x\in \mathbb {R} \}{\big )}}
meestal geschreven als
{\displaystyle f(x)=x^{2}}
of simpelweg als
{\displaystyle y=x^{2}}

## Grafiek
De grafiek van een functie is haar verzameling van geordende paren.
Een dergelijke verzameling (grafiek) kan in een cartesisch coördinatenstelsel met twee coördinaatassen: de horizontale as bevat meestal de elementen van het domein {\displaystyle X} en de verticale as bevat de elementen van het bereik {\displaystyle Y}.

## Voorbeelden
Twee voorbeelden van functies zijn
- Het benzineverbruik van een auto hangt af van de snelheid waarmee gereden wordt. Voor een bepaald type auto is onder standaardcondities van weg en weersomstandigheden, het benzineverbruik een (partiële) functie van de snelheid. Omdat niet gespecificeerd is welke waarden van de snelheid beschouwd worden, weten we niet of het benzineverbruik voor al deze waarden bekend is. Mogelijk kan de auto sommige snelheden niet eens bereiken.
- De functie {\displaystyle f\colon \mathbb {R} \setminus \{0\}\to \mathbb {R} }, gegeven door het voorschrift {\displaystyle f(x)=|1/x|} verbindt ieder reëel getal ongelijk aan 0 met de absolute waarde van zijn inverse. Het domein wordt hier gevormd door alle reële getallen behalve 0, het codomein door alle reële getallen en het bereik is gelijk aan alle reële getallen die groter dan 0 zijn.

### Definitie als partiële functie
Een (partiële) functie {\displaystyle f} is een relatie tussen twee verzamelingen {\displaystyle A} en {\displaystyle B} met de eigenschap dat aan ieder element {\displaystyle a\in A} hoogstens één element uit {\displaystyle B} wordt gekoppeld.
Opmerking: een dergelijke relatie wordt ook wel een 'functionele relatie' genoemd.
Het is voor een partiële functie dus mogelijk dat elementen van de verzameling {\displaystyle A} geen functiewaarde hebben. Dat is in het algemeen slechts van geringe, formele betekenis, aangezien men in praktische gevallen voornamelijk geïnteresseerd is in de argumenten waarvoor wel een functiewaarde bestaat. Men moet echter goed opletten niet een functiewaarde te willen berekenen voor een argument waarvoor de functie niet gedefinieerd is.

## Grafiek
De grafiek van een functie {\displaystyle f} is de verzameling van alle geordende paren {\displaystyle (x,f(x))}, voor {\displaystyle x} in het domein {\displaystyle X}. Als zowel {\displaystyle X} als {\displaystyle Y} een deelverzameling is van de reële getallen {\displaystyle \mathbb {R} }, valt deze definitie samen met de vertrouwde voorstelling van "grafiek" van de functie.

## Afbeelding
Een functie heet ook afbeelding. Sommige auteurs gebruiken de termen "functie" en "afbeelding" om naar verschillende soorten functies te verwijzen. Andere specifieke soorten functies zijn de functionalen en de operatoren.

## Geschiedenis

### Functiebegrip vóór Leibniz
In de geschiedenis zijn sommige wiskundigen dicht in de buurt gekomen van een moderne formulering van het concept van een functie. Onder hen is Oresme (1323-1382). . . In zijn theorie lijken een aantal algemene ideeën over onafhankelijke en afhankelijke variabele grootheden aanwezig te zijn.
Ponte merkt verder op dat "De opkomst van een notie van de functie als een geïndividualiseerde wiskundige entiteit getraceerd kan worden tot het begin van de infinitesimaalrekening".

### Leibniz
Het woord ‘functio’ werd voor het eerst gebruikt door Leibniz in 1673 in zijn manuscript “Methodus tangentium inversa, seu de functionibus” en is etymologisch afgeleid van het Latijnse werkwoord fungor (ik voer een taak uit). Leibniz beschouwde een functie als een grootheid verbonden met een kromme, die ten opzichte van de kromme een bepaalde taak uitvoert, ofwel, een ‘wiskundige taak’.

### Bernoulli
In 1718 definieerde de van oorsprong Zwitserse wiskundige Johann Bernoulli een functie als

"[On appelle fonction] d'une grandeur variable une quantité composée de quelque manière que ce soit de cette grandeur variable et de constantes."

en maakte hij gebruik van een notatie voor een functie waarbij hij {\displaystyle X} schreef voor een grootheid die van {\displaystyle x} afhankelijk is, en daarnaast nog een getal boven de {\displaystyle X}, indien er sprake was van meer variabelen die van {\displaystyle x} afhankelijk zijn.

### Euler
De definitie van Euler uit 1748 stelde:

Eine Function einer veränderlichen Zahlgrösse ist ein analytischer Ausdruck, der auf irgend eine Weise aus der veränderlichen Zahlgrösse und aus eigentlichen Zahlen oder aus constanten Zahlgrössen zusammengestellt ist.

Deze definitie verschilt dus niet wezenlijk van die van Bernoulli uit 1718. Echter, de definitie die Euler in 1755 aan het begrip functie gaf, verschilde vrijwel compleet. Hij schreef:

If some quantities so depend on other quantities that if the latter are changed the former undergo change, then the former quantities are called functions of the latter. This denomination is of broadest nature and comprises every method by means of which one quantity could be determined by others. If therefore, x denotes a variable quantity, then all quantities which depend upon x in any way or are determined by it are called functions of it.

### Dirichlet
De moderne, formele definitie van een functie, die dateert uit de 19e eeuw, is van de hand van Johann Dirichlet.

## Soorten functies
Net als bij afbeeldingen zijn er injectieve, surjectieve en bijectieve functies en bestaat er voor een bijectieve functie een inverse.

### Identieke functie
De unieke functie over een verzameling {\displaystyle A}, die elk element op zichzelf afbeeldt, wordt wel de identieke functie voor {\displaystyle A} genoemd. De identieke functie wordt meestal aangeduid met {\displaystyle \mathrm {id} _{A}}. Voor alle {\displaystyle a\in A} geldt dus {\displaystyle \mathrm {id} _{A}(a)=a.} Elke verzameling heeft haar eigen identieke functie, zodat het onderschrift niet kan worden weggelaten, tenzij de verzameling waar het om gaat uit de context kan worden afgeleid. Onder functiecompositie is een identieke functie "neutraal": indien {\displaystyle f} een functie van {\displaystyle X} naar {\displaystyle Y} is, geldt
{\displaystyle f\circ \mathrm {id} _{X}=\mathrm {id} _{Y}\circ f=f}

### Inverse functie
Als {\displaystyle f} een functie van {\displaystyle X} naar {\displaystyle Y} is, dan is een inverse functie van {\displaystyle f}, aangeduid met {\displaystyle f^{-1}}, een functie in de tegengestelde richting, dus van {\displaystyle Y} naar {\displaystyle X}, met de eigenschap dat bij functiecompositie met {\displaystyle f} elk element weer op zichzelf wordt afgebeeld. Niet elke functie heeft een inverse; functies die dat wel hebben worden inverteerbaar genoemd. De inverse functie bestaat dan en slechts dan als {\displaystyle f} een bijectie is. Als {\displaystyle f} een inverse heeft, geldt dus:
{\displaystyle (f^{-1}\circ f)(x)=x} en {\displaystyle (f\circ f^{-1})(y)=y}
Voorbeeld
Zij {\displaystyle f} de functie die een temperatuur in graden Celsius {\displaystyle C} omrekent in het aantal graden Fahrenheit {\displaystyle F}:
{\displaystyle F=f(C)={\tfrac {9}{5}}C+32}
De inverse functie die het aantal graden Fahrenheit weer omzet naar graden Celsius is dan
{\displaystyle C=f^{-1}(F)={\tfrac {5}{9}}(F-32)}

## Voetnoten
1. ↑  Een andere korte maar nuttige geschiedenis is te vinden in Eves (1990), blz. 234-235

- Bibliothèque nationale de France: cb11946892t (data)
- Gemeinsame Normdatei: 4071510-3
- Library of Congress Control Number: sh85052327
- Bibliotheek van het Japanse parlement: 00564960
- Nationale Bibliotheek van Tsjechië: ph114594
- Nationale Bibliotheek van Israël: 987007553160705171